# François Maroldt
François Maroldt (auch: "Frunnes"; * 23. März 1952 in Esch an der Alzette; † 28. November 2017) war ein luxemburgischer Lehrer und Politiker.
In Esch an der Alzette war er von September 1999 bis Mai 2000 Schöffe und seit 1992 Mitglied der Chrëschtlech Sozial Vollekspartei (CSV). Vom 3. August 2004 bis 31. März 2007 war er als CSV-Abgeordneter im luxemburgischen Parlament.
Nach einem Studium in Liverpool begann er seine Berufslaufbahn als Lehrer am Lycée technique Mathias-Adam (ein Jahr) und dann am Lycée technique d’Esch-sur-Alzette und am Lycée Hubert-Clément in Esch an der Alzette. Am 1. April 2007 wurde er stellvertretender Direktor des Lycée Hubert-Clément und hatte dieses Amt für acht Jahre inne.
Er war maßgeblich an der Organisation des Etappenrennens Flèche du Sud im Verein Vélo union Esch beteiligt.